# Comuna Vilna Tarasivka, Bila Țerkva
Vilna Tarasivka (în ucraineană Вільна Тарасівка) este o comună în raionul Bila Țerkva, regiunea Kiev, Ucraina, formată din satele Haiok, Vilna Tarasivka (reședința) și Volodîmîrivka.

## Demografie
Componența lingvistică a comunei Vilna Tarasivka
     Ucraineană (97,97%)
     Rusă (1,92%)
Conform recensământului din 2001, majoritatea populației comunei Vilna Tarasivka era vorbitoare de ucraineană (97,97%), existând în minoritate și vorbitori de rusă (1,92%).